# Райсько (Великопольське воєводство)
Райсько (пол. Rajsko) — село в Польщі, у гміні Опатувек Каліського повіту Великопольського воєводства.
Населення — 366 осіб (2011).
У 1975-1998 роках село належало до Каліського воєводства.

## Демографія
Демографічна структура станом на 31 березня 2011 року:
|          | Загалом | Допрацездатний вік | Працездатний вік | Постпрацездатний вік |
| -------- | ------- | ------------------ | ---------------- | -------------------- |
| Чоловіки | 179     | 34                 | 123              | 22                   |
| Жінки    | 187     | 38                 | 107              | 42                   |
| Разом    | 366     | 72                 | 230              | 64                   |